# Orewa
Orewa – miasto w Nowej Zelandii. Położone w północnej części Wyspy Północnej, w regionie Auckland, 7214 mieszkańców. (dane szacunkowe – styczeń 2010).